# IC 3426
IC 3426 је појединачна звијезда у сазвјежђу Береникина коса која се налази на листи објеката дубоког неба у Индекс каталогу.
Деклинација објекта је + 13° 35' 53" а ректасцензија 12h 30m 1,6s.